# Moldavia ai Giochi della XXXI Olimpiade
La Moldavia ha partecipato ai Giochi della XXXI Olimpiade, che si sono svolti a Rio de Janeiro, Brasile, dal 5 al 21 agosto 2016.

## Medaglie

### Medagliere per disciplina
| Sport       | Oro | Argento | Bronzo | Totale |
| ----------- | --- | ------- | ------ | ------ |
| Canoa/kayak | 0   | 0       | 1      | 1      |
| Totale      | 0   | 0       | 1      | 1      |

### Medaglie di bronzo
| Medaglia | Nome               | Sport       | Evento                 |
| -------- | ------------------ | ----------- | ---------------------- |
| Bronzo   | Serghei Tarnovschi | Canoa/kayak | C1 1000 metri maschile |

## Atletica
La Moldavia ha qualificato a Rio i seguenti atleti:
- Maratona maschile - 1 atleta (Roman Prodius)
- Lancio del martello maschile - 1 atleta (Serghei Marghiev)
- Lancio del martello femminile - 1 atleta (Marina Nikişenko)